# Linnaemya petiolata
Linnaemya petiolata là một loài ruồi trong họ Tachinidae.